# Slap Sedem sester, Norveška
Sedem sester (norveško De Syv Søstrene ali Dei sju systrene, znan tudi kot Knivsflåfossen) je 39. najvišji slap na Norveškem. 410 metrov visok slap je sestavljen iz sedmih ločenih pramenov, najvišji od sedmih pa ima prosti pad, ki meri 250 metrov.
Slap je ob Geirangerfjordu v občini Stranda v okrožju Møre og Romsdal na Norveškem. Je tudi južno od zgodovinske kmetije Knivsflå, čez fjord od stare kmetije Skageflå. Slapovi so približno 6,5 kilometrov  zahodno od vasi Geiranger. Je del svetovne dediščine Geiranger v sklopu West Norwegian Fjords – Geirangerfjord and Nærøyfjord (Zahodno norveški fjordi – Geirangerfjord in Nærøyfjord).
V fjord se spušča nič manj kot sedem slapov. Imajo povprečni padec približno 250 metrov in so impresiven prizor, ko so vodostaji visoki. Nivo vode je odvisen od odjuge snega in padavin in lahko vpliva na to, ali je mogoče enako jasno videti vseh sedem slapov. Slapovi so seveda bolj vidni v obdobju velikega taljenja snega v maju in juliju in jih je najbolje opazovati z izletom z ladjo po Geirangerfjordu.
Sedem sester so med najbolj fotografiranimi slapovi v Geirangerfjordu.

## Legenda
Sedem sester je na severni strani Geirangerfjorda in neposredno čez fjord leži še en slap, imenovan Snubec (Friaren). Legenda pravi, da je bilo vseh sedem sester neporočenih in razigrano plešejo z gore, slap, ki se igrivo spogleduje z njimi od daleč na drugi strani fjorda pa so po več neuspešnih poskusih dvorjenja sester poimenovali snubec.